# Akaratlan diadal
Az Akaratlan diadal (Victory Unintentional) egy sci-fi novella, amelyet Isaac Asimov írt, s 1942 augusztusában a Super Science Stories magazinban jelent meg. Magyarul a Robottörténetek című novelláskötetben olvasható.

## Történet
|  | Alább a cselekmény részletei következnek! |

A Jupiter lakóival állandóan baj van. Rengetegen vannak, és el akarják foglalni a Naprendszert. Nem ismerik el, hogy létezne a Nap közelében Föld nevű bolygó, viszont folyamatos összetűzésben állnak a Ganümédeszre betelepült emberekkel. Az egyetlen dolog, ami megakadályozta ezeket az idegen lényeket az emberiség teljes kiirtásában az, hogy nem sikerült elhagyniuk bolygójuk felszínét, leküzdve az iszonyatos gravitációt.
A holdon élő emberek építenek tehát három tökéletesen ellenálló robotot, hat lábbal, speciális ötvözetből, majd leküldik őket a Jupiterre. Itt természetesen a jupiterlakók első dolga, hogy megpróbálják elpusztítani az űrhajót, a legénységével együtt. Amikor ez nem sikerül, nagy kegyesen felajánlják nekik a lehetőséget a maradásra, sőt, végigkísérik egyik városukon, hogy visszatérve jelenthessék, nincs semmi reményük a túlélésre.
A robotoknak megparancsolták, hogy mindent jegyezzenek fel, amit csak tudnak. A ZZ típusjellel ellátott robotok legkevésbé fejlettje, ZZ Egy, szó szerint értelmezi, így – ellentétben társaival – valóban mindent megvizsgál.
ZZ Egy belemászik az egyik ammóniatóba, ahol megtámadja őt a jupiterlakók egyik ellensége. A robot megöli a lényt, majd – mivel a lakosok nem kérték a felajánlott állatot – visszadobja azt. A nép elcsodálkozik, de az „idegenvezető” tovább vezeti őket. Később a legfejletlenebb robot előbb szemügyre vesz néhány fejletlen élőlényt, amik a robot agyából eredő gamma-sugárzás miatt elpusztulnak, majd pedig belenyúl egy forró, olvadt fémmel teletöltött üstbe, amit a jupiterlakók meg se bírnak közelíteni. A kísérő egyre bizonytalanabb, tart a robotoktól, viszont ZZ Három elveszti türelmét, s felteszi a kérdést, aminek megválaszolásáért valójában ideérkeztek: Kifejlesztettek-e a jupiterlakók erőtereket?
A lény láthatóan megkönnyebbül, s elvezeti a robotokat a kutató részlegbe, ahol megmutatja a kész erőtereiket, és elmondja, hogy hamarosan tömegesen fogják beépíteni az űrhajókba, így elhagyhatják a bolygót. Elmondja, hogy a Jupiter járművei sokkal erősebbek lesznek mint a látogatókéi. A robotok beletörődve az emberiség pusztulásába, már a hajójukhoz visszafelé indulnak, de ZZ Három még megemlíti, hogy az ő hajójuk nincs erőtérrel felszerelve, mert hát nekik nincs szükségük rá, a légnyomás és a hideg nem árt nekik.
A jupiterlakó erre megremeg, s elrohan vezetőihez. Nem sokkal később visszatér, s békét kér az értetlenkedő robotoktól. Azok természetesen belemennek, majd maguk közt így okoskodnak: A Jupiter lakói rendkívüli felsőbbségi érzéssel rendelkeznek, s amikor megtapasztalják, hogy vannak náluk tökéletesebb lények is, akkor bizony összeomlanak. Márpedig a földi lényekről ezt állapíthatták meg: nincs szükségük ételre, nem érzékenyek a hőre, nem lélegzenek és gyakorlatilag elpusztíthatatlanok. Merthogy a három robot elfelejtette közölni velük, hogy ők nem emberek, hanem robotok.
|  | Itt a vége a cselekmény részletezésének! |

## Megjelenések

### Angol nyelven
1. Super Science Stories, 1942. augusztus
2. Super Science Stories (kanadai változat), 1942. december
3. Invasion from Mars (Dell, 1949)
4. Super Science Stories, 1951. január
5. Looking Forward (Beechhurst Press, 1953)
6. The Rest of the Robots (Doubleday, 1964)
7. Eight Stories from The Rest of the Robots (Pyramid, 1966)
8. Out of This World 8 (Blackie, 1970)
9. The Days After Tomorrow (Little Brown, 1971)
10. Jupiter (Ballantine, 1973)
11. Classic Science Fiction (Harper & Row, 1978)
12. The Complete Robot (Doubleday, 1982)
13. The Robot Collection (Doubleday, 1983)

### Magyarul
1. Univerzum, 1957. szeptember (Akaratlan győzelem címmel)
2. Robottörténetek, I. kötet (Móra, 1993, ford.: Villányi György)